# 盧季夫卡
50°31′0″N 29°16′38″E / 50.51667°N 29.27722°E
盧季夫卡（烏克蘭語：Лутівка）是烏克蘭北部的村莊，隸屬日托米爾州的日托米爾區。該村面積8.73平方公里，海拔高度140米，2001年人口1,250，人口密度每平方公里143.12人。